# 守住有信
守住 有信（もりずみ ゆうしん、1924年8月11日 - 1999年11月14日）は、日本の政治家。参議院議員。熊本県熊本市出身。

## 経歴
- 熊本中学、第五高等学校、東京帝国大学経済学部卒業。
- 大臣官房文書課長、郵務局次長、東海郵政局長[1]。
- 1977年（昭和52年）7月 - 人事局長。
- 1979年（昭和54年）7月 - 経理局長。
- 1980年（昭和55年）4月 - 郵務局長。
- 1980年（昭和55年）7月 - 電気通信政策局長（初代）。
- 1982年（昭和57年）7月 - 郵政事務次官。
- 1984年（昭和59年）8月 - 郵便貯金振興会理事長。
- 1985年（昭和60年） - 日本ITU協会賞一般賞受賞。自由民主党公認で、参議院議員選挙熊本県選挙区補欠選挙初当選。
- 1986年（昭和61年） - 参議院議員選挙当選（2期目）。
- 1988年（昭和63年） - 参議院沖縄及び北方問題に関する特別委員会委員長。
- 1989年（平成元年） - 参議院税制問題等に関する特別委員会委員長。
- 1992年（平成4年） - 参議院議員選挙当選。
- 1999年（平成11年） - 虚血性心不全のため死去。75歳没。

## 叙勲
- 勲二等旭日重光章（1998年）[2]
- 従三位（没後追贈）

## 著書
- 『情報通信立国への決断』